# میو تاکاکی
میو تاکاکی (انگلیسی: Mio Takaki؛ زاده ۳۱ دسامبر ۱۹۵۹) یک بازیگر و خواننده اهل کشور ژاپن است.